# Trochomorpha kuesteri
Trochomorpha kuesteri é uma espécie de gastrópode  da família Zonitidae.
É endémica da Micronésia.